# 宮城県道216号大河原停車場線
宮城県道216号大河原停車場線（みやぎけんどう216ごう おおがわらていしゃじょうせん）は、宮城県柴田郡大河原町を通る一般県道である。

## 概要

### 路線データ
- 起点：JR大河原駅
- 終点：宮城県柴田郡大河原町南海道下（交差点＝宮城県道110号大河原高倉線交点）
- 延長：995 m

## 地理

### 通過する自治体
- 柴田郡
  - 大河原町

## 交差する道路
- 宮城県道110号大河原高倉線 （大河原町）